# Eduard Twele
Johann Heinrich Wilhelm Eduard Twele (* 7. März 1806 in Markoldendorf; † 29. Januar 1871 in Hannover) war ein deutscher lutherischer Theologe, Generalsuperintendent der Generaldiözese Hildesheim und Mitglied des Landeskonsistoriums in Hannover.

## Leben
Eduard Twele war ein Sohn des Kaufmanns Johann Christian Twele und mütterlicherseits ein Enkel des Superintendenten Ebert in Markoldendorf. Er besuchte das Gymnasium in Holzminden und studierte ab Michaelis 1823 Theologie an der Universität Göttingen. Am 7. Mai 1827 bestand er das erste theologische Examen. Ostern 1829 wurde er Hauslehrer bei Justizkommissar Kirchhof in Weener, bei Justizrat Achtermann in Holzminden. Im Dezember 1830 absolvierte er das zweite theologische Examen. 1832 wurde er in das Hospiz des Klosters Loccum aufgenommen. 1837 wurde er Pastor in Eberholzen, 1842 Konventualstudiendirektor in Loccum, 1845 Pastor in Rehburg, 1850 Superintendent in Alfeld (Leine) sowie 1853 Pastor und Stadtsuperintendent an St. Andreas in Hildesheim. In dieser Funktion war er zugleich Generalsuperintendent der Generaldiözese Hildesheim und Mitglied des Konsistoriums in Hannover. 1866 wurde er als Oberkonsistorialrat und ordentliches geistliches Mitglied in das Landeskonsistorium in Hannover berufen.

## Familie
Twele heiratete 1848 Marie Sophie Tanner aus Hamburg. Aus der Ehe gingen zwei Söhne und eine Tochter hervor. Sein Sohn Eduard war Senatspräsident am Reichsmilitärgericht in Berlin, der zweite Sohn Adrian war Unterstaatssekretär im Reichsschatzamt.

## Auszeichnungen
Die Theologische Fakultät der Universität Göttingen verlieh Twele 1860 die Doktorwürde.

## Werke
- Der Brief des Apostels Paulus an die Galater, ausgelegt in Predigten. Hannover 1858